# Tlaltetela (kommun)
Tlaltetela är en kommun i Mexiko.   Den ligger i delstaten Veracruz, i den sydöstra delen av landet, 230 km öster om huvudstaden Mexico City.
Följande samhällen finns i Tlaltetela:
- Axocuapan
- Axoyatla
- Rincón Toningo
- Xotla
- Paso Limón
- El Trópico
- Buena Vista
- El Pénjamo
- Rancho Viejo
- El Duraznillo
- Kuapol
- La Laja